# Carolyn R. Bertozzi
Pour les articles homonymes, voir Bertozzi.
Carolyn Ruth Bertozzi, née le 10 octobre 1966, est une chimiste américaine connue pour ses travaux en chimie et en biologie. Elle a inventé le terme « chimie bioorthogonale » pour décrire les réactions chimiques qui se produisent dans les milieux biologiques sans interférer avec les réactions propres à ceux-ci, sujet pour lequel elle reçoit un tiers du prix Nobel de chimie en 2022. 

## Prix et distinctions
Carolyn Bertozzi a reçu une bourse MacArthur à 33 ans. En 2010, elle reçoit le prix Lemelson du Massachusetts Institute of Technology, et en 2020 le prix Solvay pour la Chimie du futur. Elle est membre de l'Académie nationale des sciences des États-Unis (2005), de l'Institut de médecine des États-Unis (2011) et de l'Académie nationale des inventeurs (2013). 
Elle est colauréate d'un tiers du prix Nobel de chimie 2022, conjointement avec Morten Meldal et Karl Barry Sharpless, « pour le développement de la chimie click et de la chimie bioorthogonale »,.

## Situation professionnelle
À l'université Stanford, Carolyn Bertozzi est titulaire de la chaire Anne T. et Robert M. Bass à l'École des sciences humaines. Bertozzi est également chercheuse au Howard Hughes Medical Institute (HHMI)  et ancienne directrice de Molecular Foundry, un centre de recherche en nanosciences du Lawrence Berkeley National Laboratory. 

## Formation et carrière
Carolyn Bertozzi obtient un Bachelor of Arts en chimie à l'Université de Harvard, où elle travaille avec Joseph Grabowski sur la conception et la construction d'un calorimètre photoacoustique. 
Bertozzi obtient un doctorat en chimie à l'université de Californie à Berkeley en 1993 avec Mark Bednarski, sur la synthèse chimique d'analogues d'oligosaccharides. Elle découvre que les virus peuvent se lier aux sucres dans le corps. Cette découverte l'a conduite à son domaine de recherche actuel, la glycobiologie. 
Bertozzi obtient une bourse postdoctorale à l'université de Californie à San Francisco, où elle étudie avec Steven Rosen l'activité des oligosaccharides endothéliaux dans la promotion de l'adhésion cellulaire aux sites d'inflammation,. 
Bertozzi rejoint l'université de Californie à Berkeley en 1996. Elle est chercheuse au Howard Hughes Medical Institute depuis 2000. En 1999, elle fonde le domaine de la chimie bioorthogonale dont elle invente le terme en 2003,, qui permet de modifier chimiquement des molécules dans des organismes vivants et de ne pas interrompre les processus de la cellule. En 2015, Bertozzi rejoint l'Institut ChEM-H de l'université Stanford.

## Activités de recherche
Bertozzi étudie la glycobiologie des maladies comme le cancer, les troubles inflammatoires comme l'arthrite et les maladies infectieuses comme la tuberculose. Bertozzi a appliqué les techniques de la chimie bioorthogonale pour étudier le glycocalyx, les sucres qui entourent la membrane cellulaire. Ses découvertes ont fait progresser le domaine de la biothérapie. Son laboratoire a créé des outils chimiques pour étudier les glycanes dans les systèmes vivants. Le développement de nanotechnologies qui sondent les systèmes biologiques a conduit au développement d'un test rapide de dépistage de la tuberculose en 2018,. Elle est conférencière invitée à la conférence TED de Stanford, avec un exposé conférence intitulé What the sugar coating on your cells is trying to tell you.
Les travaux récents de Carolyn Bertozzi portent sur la synthèse d'outils chimiques pour étudier les sucres à la surface des cellules appelés glycanes et leur impact sur des maladies telles que le cancer, l'inflammation et les infections virales comme le COVID-19.
Bertozzi est la rédactrice en chef de ACS Central Science, la première revue en libre accès évaluée par des pairs de l'American Chemical Society, qui offre tout le contenu gratuitement au public. 

## Startups biotechnologiques
En plus de son travail académique, Bertozzi travaille avec des start-ups biotechnologiques.
- Thios Pharmaceuticals ; fondée au début des années 2000 par Bertozzi et Steve Rosen[25].
- 2008 : Redwood Bioscience,  Emeryville[26], une société de biotechnologie qui utilise SMARTag[11],[27]. Redwood Bioscience a été acquise par Catalent Pharma Solutions en 2014. Bertozzi reste membre du comité consultatif de la division des produits biologiques de l'entreprise[27].
- 2014 : Enable Biosciences qui se concentre sur les biotechnologies pour le diagnostic à domicile du diabète de type 1, du VIH et d'autres maladies[14],[28].
- 2015 : Palleon Pharma[29], spécialisée dans l'étude des inhibiteurs de points de contrôle glyco-immuns en tant que traitement potentiel du cancer[30].
- 2017 : InterVenn Biosciences, cofondée avec Aldo Carrascoso, entrepreneur philippin, qui utilise la spectrométrie de masse et l'intelligence artificielle pour améliorer la glycoprotéomique[14],[31].
- 2018 : Grace Science Foundation (cofondée). Cette fondation se concentre sur la guérison du déficit en NGLY1 en développant des thérapies efficaces et peu coûteuses[32].
- 2019 : OliLux Biosciences et Lycia Therapeutics. La première développe de nouvelles méthodes de détection de la tuberculose[14],[33]. La deuxième se concentre sur le développement d'une technologie qui utilise des chimères ciblant les lysosomes[14],[34].